# Cuerpo de Bomberos Militar de Santa Catarina
El Cuerpo de Bomberos Militar del Estado de Santa Catarina (CBMSC) es una corporación cuya misión primordial es la ejecución de actividades de defensa civil, prevención y combate de incendios, búsquedas, salvamento y socorros públicos en el ámbito del estado de Santa Catarina.
A los fines organizativos, la fuerza es parte auxiliar y reserva del Ejército Brasileño, formando parte del Sistema Nacional de Seguridad Pública y Defensa Social, estando subordinado al Gobierno del Estado de Santa Catarina, por medio de la Secretaria Estadual de Seguridad Pública y Defensa del Ciudadano (SESPDC). Sus integrantes son denominados militares estaduales (artículo 42 de la Constitución de Brasil), de igual manera que los miembros de la Policía Militar del Estado de Santa Catarina. 

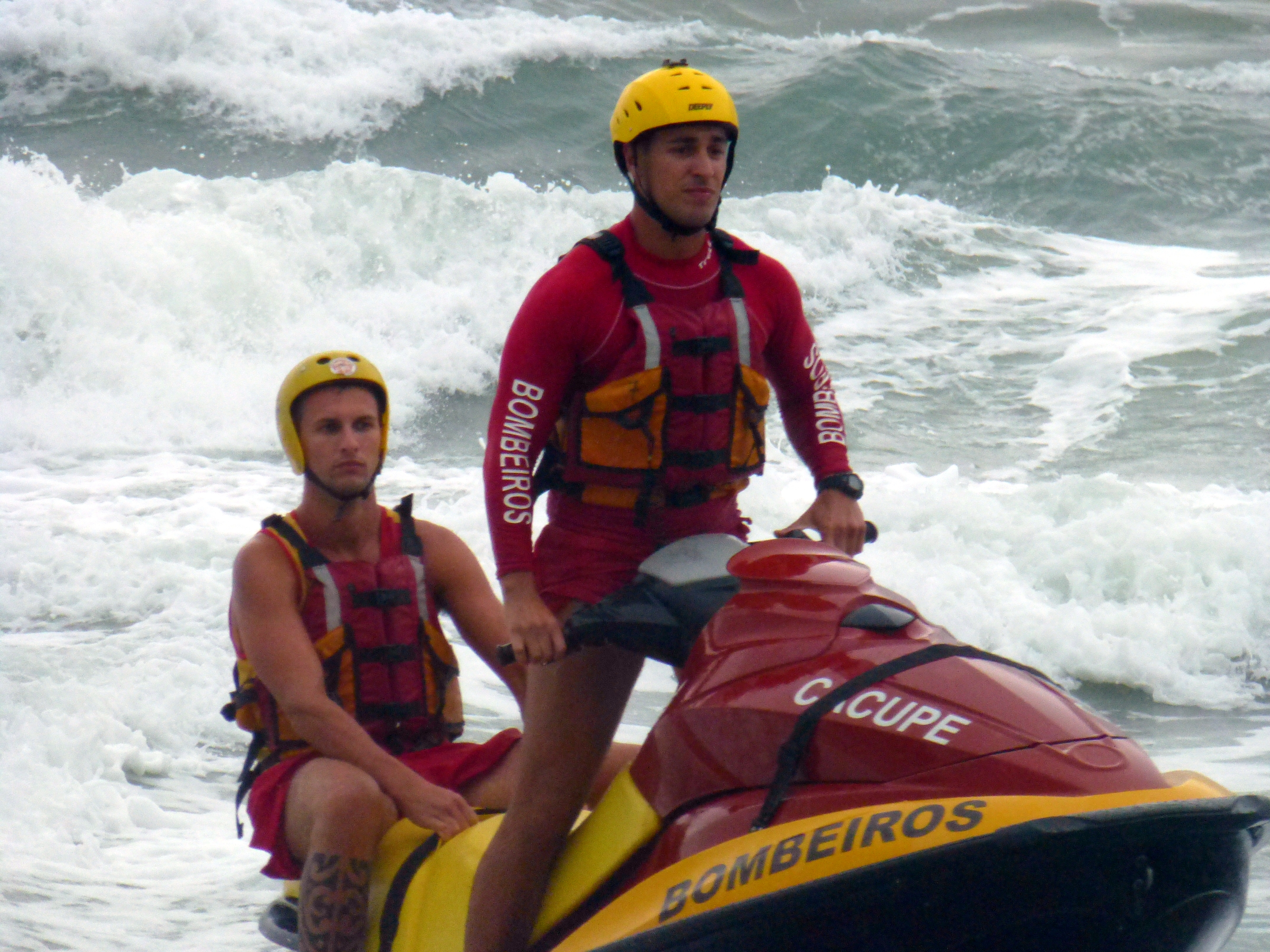
Salvavidas del Cuerpo de Bomberos en Florianópolis.

Actualmente tiene presencia en más de 125 municipios y desde el 12 de enero de 2015 se encuentra comandado por el Coronel BM Onir Mocellin.